# 神様の御用人
『神様の御用人』（かみさまのごようにん）は、浅葉なつによる日本の小説シリーズ。イラストはくろのくろ。メディアワークス文庫（KADOKAWA）より2013年12月から刊行されている。また、2015年に「B's-LOG COMIC」の2015年10月1日発売号よりコミック連載も開始された他、2021年に第10巻の特装版付属品として著者による書き下ろしシナリオのドラマCD化がされた。2021年3月時点でシリーズ累計発行部数は200万部を突破している。
第10巻で黄金編が完結しており、通算11巻目(番外編)の「神様の御用人 継いでゆく者」にて新シリーズ制作決定が発表されている。

## あらすじ
フリーターの萩原良彦は、ある日突然狐神から「御用人」を命じられる。御用人とは、神様たちの御用を聞いて回る人間のこと。膝を壊して野球の道を諦め、おまけに就職先まで失った良彦は、古事記やら民話やらに登場する神々に振り回されることになりながらも、神様たちの御用を解決していく。

## 登場人物
声はドラマCDのキャスト。

### 主要人物
萩原 良彦（はぎわら よしひこ）
声 - 岡本信彦
主人公。24歳のフリーター。社会人野球チームを持つ企業に就職していたが、右膝半月板の故障と社会人野球チームの廃止により入社半年で退社。とあるきっかけで祖父が所持していた宣之言書（のりとごとのしょ）を手に入れ、八百万の神の御用を聞く「御用人」の代理となる。日本神話の知識はお世辞にも深くはなく、神様相手でも砕けた態度で接するが、相手が困っていると放っておけないお人好しな面がある。
黄金（こがね）
声 - 櫻井孝宏
方位の吉兆を司る方位神。狐の姿をしている。良彦の最初の依頼主で、御用の内容は「日本の人の子が再び神祭りに目覚め、神に畏怖と敬いを持ってもらうように取り計らうこと」だったが、それではなく「抹茶パフェが食べたい」という御用が受理されてしまう。そのため本人は気に入らず、御用の再履行を求めて良彦と行動を共にするようになる。甘党で食いしん坊であり、人間の食べ物に興味津々。
藤波 孝太郎（ふじなみ こうたろう）
良彦の高校時代からの親友。大主神社の権禰宜。容姿端麗で、神社に通うマダムたちの人気の的。また、作中では「神社はビジネスなんだ」と発言する、超現実主義者の一面もうかがえる。そんなところから黄金より「清濁併せ飲む神職」と言われている。良彦が御用人であることは知らず、妙に神様のことを調べ回る彼を訝しく思っている。
吉田 穂乃香（よしだ ほのか）
声 - 早見沙織
大主神社の宮司の娘。生まれながらにして神霊を見ることのできる『天眼』の持ち主。それ故に小さい頃からいじめを受けていた。かつて良彦に救われた過去から、彼の手伝いをしている。良彦や神様たちとの交流を通して、徐々に感情が豊かになり、本来の優しさや素直さを出せるようになってきた。

### 神様
一言主大神（ひとことぬしのおおかみ）
電子機器とインターネットを使いこなす、ひきこもり。依頼解決後も良彦とゲームやSNSでやり取りしている。
お杏（おきょう）
銀杏の精霊で、一言主の眷属。御用は「一言主を助けてほしい」。
大神霊龍王（おおみたまりゅうおう）
瀬田川の龍神。御用は「あのボート部を即刻この川より撤退させよ」。
大年神（おおとしのかみ）
御用は「また昔みたいに、あの家に縁起物を飾ってほしい」。
少彦名神（すくなびこなのかみ）
御用は「心の芯までほぐれる温泉に浸かりたい」。
窮鬼（きゅうき）
貧乏神。御用は「次の家を捜すこと」。
泣沢女神（なきさわめのかみ）
御用は「井戸から出してほしい」。
須勢理毘売（すせりびめ）
声 - 桑島法子
大国主の正妻。御用は「浮気癖のある夫を改心させてちょうだい」。
大国主神（おおくにぬしのかみ）
声 - 柿原徹也
国造の神。
天棚機姫神（あめたなばたつひめのかみ）
御用は「私の服を受け入れてくれる人の子を探してください」。
大山祇の稲の精（おおやまづみのいなのせい）
御用は「私を相撲で倒してください」。
高龗神（たかおかみのかみ）
貴船の清流を守る水神。御用は「行方不明となった神宝の柄杓を探してほしい」。
田道間守命（たじまもりのみこと）
菓子の神。御用は「この手で菓子を作ってみたい」。
天道根命（あめのみちねのみこと）
紀伊国造の祖神。御用は「夢の中に出てくる簪の持ち主を探してください」。
邇邇芸命（ににぎのみこと）
天照大御神の孫。御用は「神面の声を、今一度取り戻してくれ」。
木花之佐久夜毘売（このはなのさくやびめ）
邇邇芸命の妻。
倭健尊（やまとたけるのみこと）
御用は「私を、完璧な鳥にしていただきたい」。
大地主神（おおとこぬしのかみ）
大主界隈の土地神。御用は「今後、大主界隈における一切の地鎮祭を、藤波孝太郎に執り行ってもらいたい」。
蛭児大神（ひるこのおおかみ）
福の神。
松葉（まつば）
白馬の姿をした、蛭児大神の眷属。御用は「どうか我が主を捜してください」。
平将門（たいらのまさかど）
非業の死を遂げた怨霊。御用は「自身を討った藤原秀郷の末裔を呪う協力をしてほしい」。
建御雷之男神（たけみかづちのおのかみ）
鹿島神宮に祀られている武神。御用は「自分に仕える人間を連れてきてほしい」。
経津主神（ふつぬしのかみ）
建御雷之男神に仕える剣の神。有事には剣に変身し、建御雷之男神の武器として猛威を振るう。
宗像三女神（むなかたさんじょしん）
宗像大社に祀られている三女神。長女の田心姫神、次女の市杵嶋姫神、三女の湍津姫神の三柱。
田心姫神の御用は「宗像大社に巫女がいたことを証明してほしい」。
月読命（つくよみのみこと）
月読命の御用は「こんな自分を支えてくれる実弟・須佐之男命への贈り物を探して欲しい」。「私の荒魂を探すことをお願いしたい」。
久延毘古命（くえびこのみこと）
案山子の姿をした知恵の神。御用は「引退したい」だが、眷属である富久と謡の御用が受理されてしまう。
富久と謡
久延毘古命の眷属。富久はフクロウ、謡はガマガエル。御用は「久延毘古命を引退させない」こと。
金長大明神（きんちょうだいみょうじん）
阿波狸合戦に伝わる狸の神。御用は「阿波狸合戦の話を集め、気に入ったものを読み聞かせて欲しい」。
八幡大神（はちまんおおかみ）
宇佐八幡宮に祀られている神。御用は「私の顔を描いて欲しい」。
百済王敬福（くだらのこにしき きょうふく）
百済王神社に祀られている、かつて百済から日本に渡った王族の末裔。御用は「かつての百済王氏の栄華を見たい」。
百済王聡哲（くだらのこにしき そうてつ）
敬福の曾孫にあたる神。刀剣に並々ならぬ情熱を燃やす。

### その他
高岡 遥斗（たかおか はると）
高龗神に助けられた過去を持ち、恩返しをしたいと思っている少年。穂乃香とは同学年で、隣のクラス。命を救われたことを機に祖母から神様についての話を聞き、宣之言書の存在も知っていた。ただし穂乃香とは違い、神様の声も聞こえないし、姿も見ることはできない。それでも神様の役に立ちたいと、御用人である良彦を探し出す。
大野 達也（おおの たつや）
良彦の高校時代の友人。天道根命の御用を受けて和歌山を訪れたときに再会するが、宣之言書を見て良彦が御用人であることを知ると態度を急変させる。
吉田 怜司（よしだ れいし）
穂乃香の兄で東京の企業に勤めるエリートサラリーマン。霊感はあるものの、不思議なことはすべて「気のせい」で済ましてしまう。妹を溺愛するあまり、良彦を目の敵にしている。

## 評価
ライターの飯田一史は、一般的なライト文芸は20代から50代の女性が主な読者層だが、本作は10代から60代野幅広い年代に読まれている。これは10代にとっては主人公が夢を持てていないことや年齢が近いことで感情移入しやすいこと、大人の女性が好む「もふもふ」要素、中高年が好む「神様もの」要素と各世代に響く要素を兼ね備えているからであると分析している。

## 用語
御用人
八百万の神の話を聞き、その悩みを解決する人間。良彦の先代は良彦の祖父。
宣之言書（のりとごとのしょ）
御用のある神の名が浮かび上がる書物。御用を達成すると、その神にちなんだ朱印が押される。
天眼
神や精霊を見ることのできる特殊な眼。肉体に魂を注ぎ込む際に、何らかの事情によって神の力が過分に入ってしまったことが影響していると考えられている。

## 既刊一覧

### 小説
- 浅葉なつ（著） / くろのくろ（イラスト） 『神様の御用人』 KADOKAWA〈メディアワークス文庫〉
  - 黄金編　全10巻（2023年3月25日現在）
    1. 2013年12月25日初版発行（同日発売[4]）、ISBN 978-4-04-866270-3
    2. 2014年5月24日初版発行（同日発売[5]）、ISBN 978-4-04-866650-3
    3. 2014年11月22日初版発行（同日発売[6]）、ISBN 978-4-04-869118-5
    4. 2015年6月25日初版発行（同日発売[7]）、ISBN 978-4-04-865254-4
    5. 2015年12月25日初版発行（同日発売[8]、ISBN 978-4-04-865682-5
    6. 2016年8月25日初版発行（同日発売[9]）、ISBN 978-4-04-892334-7
    7. 2017年8月25日初版発行（同日発売[10]）、ISBN 978-4-04-893327-8
    8. 2018年11月24日初版発行（同日発売[11]）、ISBN 978-4-04-912215-2
    9. 2020年12月25日初版発行（同日発売[12]）、ISBN 978-4-04-913529-9
    10. 2021年3月25日初版発行（同日発売[13]）、ISBN 978-4-04-913598-5
      - 「ドラマCD付き特装版」同日発売[14]、ISBN 978-4-04-913599-2

  - 『神様の御用人　継いでゆく者』  2023年3月25日初版発行（同日発売[15]）、ISBN 978-4-04-914828-2

### 漫画
- 浅葉なつ（原作） / くろのくろ（キャラクター原案） / ユキムラ（作画） 『神様の御用人』 KADOKAWA〈B's-LOG COMICS〉、既刊4巻（2018年12月1日現在）
  1. 2016年7月1日発売[16]、ISBN 978-4-04-734164-7
  2. 2017年4月1日発売[17]、ISBN 978-4-04-734553-9
  3. 2018年3月1日発売[18]、ISBN 978-4-04-735013-7
  4. 2018年12月1日発売[19]、ISBN 978-4-04-735414-2